# Diasporus anthrax
Espèce
Synonymes
- Eleutherodactylus anthrax Lynch, 2001

Statut de conservation UICN

 VU  : Vulnérable
Diasporus anthrax est une espèce d'amphibiens de la famille des Eleutherodactylidae.

## Répartition
Cette espèce est endémique de Colombie. Elle se rencontre dans les départements d'Antioquia, de Caldas et de Santander de 700 à 1 200 m d'altitude sur le versant Est de la cordillère Centrale et sur le versant Ouest de la cordillère Orientale.

## Description
Le mâle holotype mesure 16,5 mm et la femelle paratype 18,7 mm.

## Publication originale
- Lynch, 2001 : Three new rainfrogs of the Eleutherodactylus diastema group from Colombia and Panama. Revista de la Academia Colombiana de Ciencias Exactas Fisicas y Naturales, vol. 25, no 95, p. 287-298 (texte intégral).